# Staatsrat

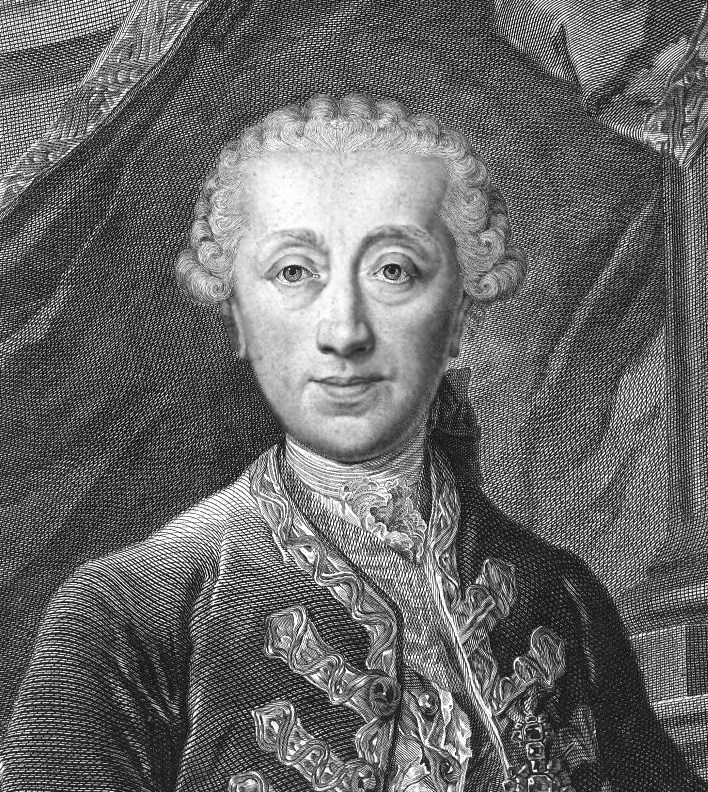
Wenzel Anton von Kaunitz

Staatsrat (Rada Stanu) - naczelny organ administracyjny Austrii utworzony w 1760 roku. Pierwszym prezydentem Rady był ówczesny kanclerz Wenzel Anton von Kaunitz. Staatsrat stopniowo wypierał starszą odeń Hofkriegsrat (Nadworną Radę Wojenną) jako najważniejszy organ władzy Imperium Habsburgów. Tak jak Hofkriegsrat została zniesiona w 1848 roku.